# Episodi di In the Dark (prima stagione)
La  prima stagione della serie televisiva In the Dark, composta da 13 episodi, è stata trasmessa in prima visione assoluta negli Stati Uniti d'America sul canale The CW dal 4 aprile al 27 giugno 2019.
In Italia è stata trasmessa in prima visione assoluta su Rai 4 dal 10 maggio al 14 giugno 2020.
| n° | Titolo originale        | Titolo italiano        | Prima Tv USA   | Prima Tv Italia |
| -- | ----------------------- | ---------------------- | -------------- | --------------- |
| 1  | Pilot                   | Una strana scomparsa   | 4 aprile 2019  | 10 maggio 2020  |
| 2  | Mommy Issues            | Complessi              | 11 aprile 2019 | 10 maggio 2020  |
| 3  | The Big Break           | La grande pausa        | 18 aprile 2019 | 10 maggio 2020  |
| 4  | The Graduate            | La laurea              | 25 aprile 2019 | 17 maggio 2020  |
| 5  | The Feels               | I sentimenti           | 2 maggio 2019  | 17 maggio 2020  |
| 6  | Tyson                   | Tyson                  | 9 maggio 2019  | 24 maggio 2020  |
| 7  | The One That Got Away   | Chi va via             | 16 maggio 2019 | 24 maggio 2020  |
| 8  | Jessica Rabbit          | Jessica Rabbit         | 23 maggio 2019 | 31 maggio 2020  |
| 9  | Deal or No Deal         | Prendere o lasciare    | 30 maggio 2019 | 31 maggio 2020  |
| 10 | Bait and Switch         | In fuga                | 6 giugno 2019  | 7 giugno 2020   |
| 11 | I Woke Up Like This     | Mi sono svegliata così | 13 giugno 2019 | 7 giugno 2020   |
| 12 | Rollin' with the Homies | Compleanno tra amici   | 20 giugno 2019 | 14 giugno 2020  |
| 13 | It's Always Been You    | Sei sempre stato tu    | 27 giugno 2019 | 14 giugno 2020  |

## Una strana scomparsa
- Titolo originale: Pilot
- Diretto da: Michael Showalter
- Scritto da: Corinne Kingsbury

### Trama
Murphy, cieca, fumatrice e spesso ubriaca, ha solo un amico: Tyson, uno spacciatore adolescente con cui si confida. Una notte, mentre porta a spasso il suo cane, Murphy inciampa su quello che crede essere il cadavere di Tyson, ma quando un'indagine della polizia non scopre nulla, cade in una spirale di depressione. Inoltre va a letto con Bryant, sposato e donatore del centro che addestra cani per ciechi di proprietà della famiglia di Murphy. Quando torna al vecchio angolo di Tyson, incontra Darnell, cugino e fornitore di Tyson, che le dice che è ancora vivo. La moglie di Bryant, Gayle, annulla una donazione fatta ai genitori di Murphy, creando tensione tra lei e sua madre Joy, che ha rinunciato a cercare di aiutarla. Per senso di colpa, Murphy accetta il lavoro di receptionist nella scuola per cani guida della sua famiglia fino a quando non potrà ripagarli. Disperata dal fatto che nessuno le crede riguardo a Tyson, Murphy si impegna a trovarlo e fa tracciare il GPS del suo telefono in modo che possa ricostruire i suoi spostamenti. Avvisa sia Darnell che un poliziotto amichevole, Dean, ma entrambi la scoraggiano da ulteriori indagini. La coinquilina di Murphy, Jess, le dice che sa che Murphy proverà comunque a risolvere il caso.
- Ascolti Italia: telespettatori 154.000 - share 0,80%[3]

## Complessi
- Titolo originale: Mommy Issues
- Diretto da: Brian Dannelly
- Scritto da: Amy Turner

### Trama
Murphy, incapace di presentare una denuncia di scomparsa per Tyson, decide di contattare sua madre Rhonda essendo l'unica che può farlo. Viene anche a sapere che, a causa di fatture non pagate, il suo medico non è disposto a curare la sua infezione urinaria. Durante la visita a Dean per un aggiornamento al telefono, Murphy dice a Chloe che suo padre dovrebbe prendere in considerazione un appuntamento sentimentale. Jess si preoccupa che Vanessa non la ami. Joy e Hank organizzano un evento "barkery" per raccogliere fondi per la scuola, a cui Joy si aspetta che sua figlia partecipi. Murphy va da Darnell per avere l'indirizzo di casa di Tyson, ma si rifiuta di dirglielo. Invece, va a un appuntamento di un'ora con Max, uno dei suoi soci, per le informazioni. Chloe organizza suo padre con Jade, una prostituta della stazione. Jess compra un giocattolo sessuale per migliorare il suo rapporto con Vanessa. Max porta Murphy in spiaggia e poi le dà l'indirizzo. Murphy va lì, visita la stanza di Tyson e poi dice a Rhonda la verità. Dean contatta Murphy e comunica che il telefono di Tyson è stato completamente cancellato, ora possono portare avanti il suo caso. Max si presenta e la convince ad accettare di bere qualcosa con lui. Jess trova un nuovo indizio per Murphy. Darnell dice al suo capo, Nia, che si occuperà di Murphy.
- Ascolti Italia: telespettatori 179.000 - share 0,70%[3]

## La grande pausa
- Titolo originale: The Big Break
- Diretto da: Norman Buckley
- Scritto da: Lindsay Golder

### Trama
Mentre fa sesso, Murphy respinge Max quando ammette i suoi sentimenti per lei e si ferisce i genitali. Lei e Jess vanno a parlare con la ragazza di Tyson, ma vengono cacciate dalla proprietà della scuola. Murphy successivamente convince Felix a organizzare un evento di sensibilizzazione presso la scuola in modo che possa ottenere l'accesso. Max cerca di sfondare i muri emotivi di Murphy, quindi lei lo caccia. Darnell ruba parte dei soldi che sta raccogliendo per la madre di Tyson, ma lei si rifiuta di prenderli. Felix è nervoso nel rivolgersi agli studenti, ma scopre di poter entrare in contatto con loro quando finge di essere cieco. Murphy trova gli amici di Keira e scopre che ha perso la scuola. Ha poi rapporti sessuali con un insegnante, che espone accidentalmente l'inganno di Felix e lo umilia pubblicamente. Murphy compensa l'imbarazzo offrendo a Felix una sigaretta e incoraggiandolo a iniziare a difendersi. Dean cerca di aiutare Chloe ad affrontare il suo primo ciclo; Murphy viene in aiuto assistendo Chloe su sua richiesta. Keira fa visita a Murphy e rivela che Tyson l'ha tradita con una ragazza di nome Jamie e fornisce il suo indirizzo. Murphy incontra Max al bar e decide che lei, in effetti, vuole uscire con lui.
- Ascolti Italia: telespettatori 232.000 - share 0,70%[3]

## La laurea
- Titolo originale: The Graduate
- Diretto da: Patricia Cardoso
- Scritto da: Yael Zinkow

### Trama
Murphy e Chloe usano illegalmente il computer della polizia di Dean per trovare l'indirizzo di Jaime, che si trova a sei ore di distanza nel Wisconsin. Con Jess incapace di guidarla, chiede invece a Max e mente a Joy per liberarsi da un impegno precedente. Tuttavia, quando Murphy rimane bloccata in un bagno e viene quasi investita da un camion, lei rifiuta sgarbatamente il suo aiuto. Uno degli addestratori della scuola si rifiuta di cedere la custodia del suo cane guida. Felix espone accidentalmente la bugia di Murphy a Joy. La partner di Dean, Jules, scopre che Tyson ha assistito a un omicidio poco prima della sua scomparsa. Si scopre che Jaime non è una ragazza, ma il nome del padre biologico di Tyson, che le dice che Tyson è vivo e vive lontano da Chicago. Joy scopre che Jess ha un'app di tracciamento segreta installata sul telefono di Murphy; i due legano sulla loro reciproca preoccupazione per la sua sicurezza. Murphy si ubriaca e si comporta in modo inappropriato in un ristorante, causando l'arresto di Max; poi lo fa rilasciare usando la sua disabilità per accusare il manager di averla aggredita. Quando tornano a casa, Murphy lo presenta a Joy e convince l'addestratore a rilasciare il suo cane. Si scopre che Darnell ha una relazione segreta con Jules.
- Ascolti Italia: telespettatori 144.000 - share 0,70%[4]

## I sentimenti
- Titolo originale: The Feels
- Diretto da: Ingrid Jungermann
- Scritto da: Deagan Fryklind

### Trama
Dean condivide le sue scoperte con Murphy e va d'accordo con Chelsea, una barista. Murphy è sempre più preoccupata che possa essere incinta. Darnell cerca di uscire con Jules, ma una chiamata inaspettata lo rovina. Murphy, insicura di se stessa, decide di sentire un cadavere per determinare se ha davvero sentito il cadavere di Tyson. Lei e Jess vanno a trovare lo zio morente di Felix, e sua madre li invita a restare. Darnell dice a Max che deve porre fine alle cose con Murphy. Felix confessa alle ragazze che è per lo più estraneo alla sua famiglia e apprezza la loro amicizia, ma quando Murphy ubriaca rivela perché sono venuti, li butta fuori. Jess e Murphy discutono e Murphy chiama Max per chiedere supporto mentre Jess si scusa con Felix. Jules avverte Darnell di un imminente raid della polizia, e scappa con Max, che poi le dice che non lascerà Murphy. Murphy visita un negozio in cui Tyson ha aiutato a far uscire la droga, ma mentre ha il ciclo in bagno, sente per caso il proprietario assassinato e sente il suo corpo. Jules ammette di amare ancora Darnell. Il corpo di Tyson viene trovato in una borsa nel fiume.
- Ascolti Italia: telespettatori 179.000 - share 0,70%[4]

## Tyson
- Tito Titolo originale: Tyson
- Diretto da: Ryan McFaul
- Scritto da: David Babcock

### Trama
Dean informa Murphy della morte di Tyson; distrutta, viene arrestata quando cerca di fumare sulla scena del crimine e si rifiuta di rispondere a qualsiasi domanda. Lascia anche Max quando insiste nel parlare dei suoi sentimenti. Rhonda si rifiuta amaramente di lasciare che Darnell paghi per il funerale di Tyson. Dean e Jules richiamano Murphy e rivelano che Tyson è stato ucciso da un colpo di pistola alla testa; Murphy poi si rende conto che era vivo quando lo ha trovato, facendola sentire responsabile della sua morte. Quando cerca di soffocare il suo senso di colpa incontrando un cliente del bar, lui la rifiuta quando si rende conto che è troppo ubriaca per provare qualcosa. Dean la incoraggia ad andare al funerale, ma viene espulsa dopo aver litigato con Jaime. Darnell, tuttavia, lascia la porta aperta in modo che possa ascoltare dall'esterno. Rhonda trova le registrazioni video di Murphy sul computer di Tyson e la raggiunge, dandole un piccolo barattolo delle sue ceneri che poi sparge su un lago. Avendo finalmente raggiunto la chiusura, va a trovare Max sperando nel perdono. Invece, sente una conversazione tra lui e uno dei soci di Nia, Wesley Moreno, la cui voce riconosce come quella dell'uomo che ha ucciso il proprietario del negozio.
- Ascolti Italia: telespettatori 183.000 - share 0,90%[5]

## Chi va via
- Titolo originale: The One That Got Away
- Diretto da: Anna Mastro
- Scritto da: Ryan Knighton

### Trama
Nia nega a Darnell il permesso di trattare con Wesley, dicendo che vuole gestirlo. Murphy riporta Wesley alla polizia e lo sceglie da una lista di voci. Hank chiede a Felix di procurargli discretamente dell'erba. Murphy porta Chloe al centro commerciale. Fuori su cauzione, Wesley le rapisce, ma Murphy usa un messaggio scritto con il rossetto per convincere un passante a chiamare il 911. Darnell, Max e Jess rintracciano Wesley, che viene investito da un camion mentre cerca di scappare. Un furioso Dean proibisce a Murphy di vedere Chloe o lui mai più. Felix stacca un assegno per comprare Guiding Hope dopo aver appreso che la scuola è completamente al verde. Jules apprende dal medico legale che, sebbene Wesley abbia sparato a Tyson, qualcun altro deve essere stato coinvolto.
- Ascolti Italia: telespettatori 263.000 - share 1,10%[5]

## Jessica Rabbit
- Titolo originale: Jessica
- Diretto da: Kyra Sedgwick
- Scritto da: Eric Randall

### Trama
Max insiste che Murphy passi la notte nel suo appartamento, e Dean cerca di riappacificarsi con lei dopo. L'uomo che ha colpito Wesley identifica Jess come testimone della sua morte alla polizia; Darnell e Max accettano di aiutarla pulendo la sua auto dal DNA di Wesley, ma temono che il trauma di Jess e la scarsa capacità di mentire li espongano. Felix assume la proprietà della scuola nonostante Joy si rifiuti di firmare l'accordo. Jess, sentendo che Vanessa non capisce o apprezza i suoi sentimenti, si allontana da lei. Darnell consiglia a Jess di usare la manipolazione emotiva per depistare i poliziotti, il che le consente di passare indenne le domande. Quando Vanessa non si presenta per un appuntamento per il trucco, tuttavia, finisce per tradirla con una ragazza al bar e decide di nasconderlo. Joy, colpita dalla devozione di Felix a Guiding Hope, accetta di firmare. Quando Murphy torna a casa, Jess le passa informazioni da Chelsea sull'altro assassino di Tyson. Felix informa Murphy che d'ora in poi dovrà lavorare come tutti gli altri. Mostra anche un nuovo orologio, lo stesso orologio che possedeva Wesley e di cui Murphy ha cercato di sbarazzarsi. Murphy lo porta a Dean, dando buca alla cena che Max aveva programmato per lei.
- Ascolti Italia: telespettatori 182.000 - share 0,90%[6]

## Prendere o lasciare
- Titolo originale: Deal or No Deal
- Diretto da: Steve Tsuchida
- Scritto da: Kara Brown

### Trama
Jess cerca di riallacciare i rapporti con Vanessa, mentre Murphy si sente sleale nei confronti di Max per aver passato la notte da Dean (cosa che fa arrabbiare anche Chelsea). Vengono recuperate le riprese video di Darnell e Wesley che si scontrano con Tyson, portando Murphy a sospettare che Tyson sia stato ucciso per aver fatto la spia sulla banda. Darnell si rifiuta di collaborare con la polizia e Jules lo lascia. Decide di chiedere a Nia maggiori responsabilità e chiede a Max di anticipare i soldi per un accordo, ignaro di essere, in realtà, un informatore. Max informa il suo responsabile, il detective Barnes, dell'accordo, e gli viene detto di scoprire dove sta avvenendo. Jess, sopraffatta dal senso di colpa, ammette di aver tradito Vanessa la notte del loro settimo mese di anniversario. Felix poi porta lei e Murphy a casa di Max, dove trovano un messaggio che li porta in una stanza d'albergo dove l'accordo avrà luogo. Jess riflette se ha rovinato di proposito la sua relazione con Vanessa. Max incontra Murphy; quando scopre la verità, scappa incolpandolo della morte di Tyson. Max non si perde d'animo e fugge senza consegnare i soldi, mentre Jules arresta Darnell per l'omicidio di Tyson per proteggerlo da Barnes.
- Ascolti Italia: telespettatori 253.000 -share 1,10%[6]

## In fuga
- Titolo originale: Bait and Switch
- Diretto da: Randy Zisk
- Scritto da: Louisa Levy

### Trama
Darnell si rende conto che Max lo ha incastrato e lo comunica a Nia. Nia non perde tempo e mandare uno dei suoi scagnozzi a dare la caccia a Max e ucciderlo. Murphy viene coinvolto nel piano di fuga di Max trovandosi nel posto sbagliato al momento sbagliato e la coppia, in mezzo ai loro problemi, è costretta a rintanarsi in una baita per sfuggire all'ira di Nia. Max e Murphy si incontrano, poco dopo arriva il sicario di Nia e la coppia fugge. Max decide che sarà più sicuro per Murphy se si separano e la mette su una barca e le dice di remare, lei lo fa e in lontananza sente due colpi di pistola. Jules ottiene la sospensione per aver interferito nell'operazione di polizia, tuttavia, tutti sono ancora ignari del suo coinvolgimento con Darnell.
- Ascolti Italia: telespettatori 124.000 - share 0,60%[7]

## Mi sono svegliata così
- Titolo originale: I Woke Up Like This
- Diretto da: David Grossman
- Scritto da: Kara Brown

### Trama
Murphy finalmente ottiene aiuto dopo aver vagato per i boschi dalla notte prima. Determinato a scoprire il destino di Max, Murphy fa visita all'ex fidanzata di Max, Jenny, per vedere se ha qualche informazione su dove si trovi. Dopo aver realizzato che Max non si presenterà a casa di Jenny, Murphy e Jess vanno al bar preferito di Max, e finalmente lì si fa vedere. Mentre sono in prigione, Murphy e Jess litigano per l'ossessione di Murphy per la morte di Tyson. Jess decide di interrompere l'abilitazione di Murphy e si trasferisce al posto di Felix. Felix viene tagliato fuori dal suo fondo fiduciario per aver acquistato Guiding Hope. Jules trova un video di sorveglianza che prova che il DNA di Darnell è stato inserito nell'auto di Tyson, forse per un depistaggio. Lei dice a Dean della sua relazione con Darnell, e Dean decide di cercare di aiutarla a scoprire chi ha incastrato Darnell. Nia viene scarcerata per mancanza di prove.
- Ascolti Italia: telespettatori 215.000 - share 0,90%[7]

## Compleanno tra amici
- Titolo originale: Rollin' with the Homies
- Diretto da: Janice Cooke
- Scritto da: Flint Wainess e Yael Zinkow

### Trama
È il compleanno di Murphy e lei riflette su alcuni dei suoi compleanni passati con i suoi amici e la sua famiglia che l'hanno celebrato con lei. Nia fa visita a Murphy e nega di avere qualcosa a che fare con la morte di Tyson e la mette in guardia. Sentendosi sola, Murphy chiede a Dean di portarla alla pista di pattinaggio per il suo compleanno. Jess, Felix e altri arrivano per festeggiare. Dean ammette finalmente i suoi sentimenti per Murphy e condividono un bacio. Determinata a dimostrare l'innocenza di Darnell, Jules continua a indagare sul caso Tyson, seguendo Nia e assistendo al suo incontro segreto con un altro ufficiale di polizia.
- Ascolti Italia: telespettatori 127.000 - share 0,70%[8]

## Sei sempre stato tu
- Titolo originale: It's Always Been You
- Diretto da: Corinne Kingsbury
- Scritto da: Corinne Kingsbury

### Trama
Felix ha bisogno di soldi per la Guiding Hope, così lui e Jess vanno alla capanna in riva al lago e trovano i soldi della droga che Max ha nascosto. Jules chiama Murphy e le fornisce indizi sull'assassino di Tyson. Jules viene quindi attaccata da uno dei teppisti di Nia. Murphy va a letto con Dean e gli fa confessare di aver ucciso Tyson. Dean confessa che stava fornendo informazioni a Nia in cambio di soldi per pagare le spese mediche di Chloe, e ha ucciso Tyson dopo averlo minacciato di rivelare il suo segreto. Murphy cerca di scappare con la registrazione, ma Dean la cattura e la costringe a salire in macchina. Murphy colpisce Dean, causando l'incidente dell'auto. Nia fa visita a Murphy in ospedale e la informa che dal momento che i suoi amici hanno i soldi, possono iniziare a riciclarli attraverso Guiding Hope per lei.
- Ascolti Italia: telespettatori 227.000 - share 1,10%[8]